# جامعة بامبرغ
جامعة بامبرغ (بالإنجليزية: University of Bamberg)‏ هي جامعة عامة في ألمانيا، أُسِّسَت عام 1647.

## الحرم الجامعي
توجد الجامعة جزئيًا في مبانٍ تاريخية في البلدة القديمة في بامبرغ. تشمل هذه المباني الكلية اليسوعية السابقة (قسم اللاهوت)، وقاعة الزفاف السابقة (قسم التاريخ)، والمسلخ القديم (قسم علوم الأرض)، ومحطة الإطفاء السابقة (قسم الدراسات الشرقية). أما أقسام اللغات والأدب فهي توجد جزئيًا في مبانٍ كانت تابعة سابقًا لمدرسة كايزر هاينريش الثانوية.
يقع قسم العلوم الاجتماعية والاقتصاد، الذي يستوعب نسبة كبيرة من الطلاب، في شارع فيلدكيرشن. كما تم الاستحواذ على مصنع القطن السابق "إيربا"، الواقع على جزيرة في نهر ريغنيتز، لتحويله إلى شقق طلابية في المبنى المصنوع من الطوب الأحمر، بالإضافة إلى مبنى جديد مجاور تبلغ مساحته 14,000 متر مربع.

## التنظيم و الأقسام
تضم الجامعة اليوم أربع كليات:
- كلية العلوم الإنسانية
- كلية العلوم الاجتماعية والاقتصاد وإدارة الأعمال
- كلية العلوم الإنسانية والتربية
- كلية نظم المعلومات وعلوم الحاسوب التطبيقية

شهدت اتفاقية بين بافاريا والفاتيكان إعادة هيكلة كلية اللاهوت الكاثوليكي كمعهد يركز بشكل أكبر على تدريب المعلمين. وفي عام 2005، تم نقل دورة العمل الاجتماعي إلى جامعة كوبورج للعلوم التطبيقية.

## التنظيم الأكاديمي

### التصنيف والسمعة
في تصنيف Wirtschaftswoche لعام 2012، احتلت كلية العلوم الاجتماعية والاقتصاد وإدارة الأعمال المرتبة العشرين في إدارة الأعمال (Betriebswirtschaftslehre) والمرتبة الحادية عشرة في الاقتصاد (Volkswirtschaftslehre).

### الجامعات الشريكة
تتمتع جامعة بامبرغ حاليًا باتفاقيات تعاون مع حوالي 300 مؤسسة أكاديمية في أكثر من 60 دولة (حتى مارس 2018).
يشمل الشبكة الأوروبية جامعتي كامبريدج وأوكسفورد. كما أن للجامعة شراكات في أستراليا مع جامعة سيدني، وفي الولايات المتحدة مع جامعة هارفارد، وكذلك في آسيا مع جامعة شيان جياوتونغ الصينية، وجامعة كوريا، وجامعة صوفيا اليابانية.

## كرسي الأستاذية الدولي يوهان بابتيست فون سبيكس
أنشأت جامعة بامبرغ كرسي الأستاذية "يوهان بابتيست فون سبيكس"(Johann Baptist von Spix) في عام 2015، وقد تم تسمية الكرسي على اسم أحد خريجي الجامعة وعالم الأحياء والأنثروبولوجيا البارز. جاء إنشاء هذا الكرسي في إطار جهود الجامعة لتعزيز التعاون العلمي الدولي.
يشمل عمل الحاصلين على هذا الكرسي التدريس وإجراء البحوث وتوفير فرص التطوير المهني لطلاب الدراسات العليا، بالإضافة إلى تقديم محاضرات عامة.

## أعضاء هيئة التدريس البارزون
- توماس فايسر، أخلاقيات
- غيرهارد فينكن، الحفاظ على التراث

## الخريجون البارزون
- ليزا بادوم، عضو في البوندستاغ
- نبيلا إسبانيولي، طبيبة نفسية سريرية وناشطة عربية-إسرائيلية
- ألكسندر فيليبوفيتش، أخلاقي ألماني، متخصص في الإعلام والتحول الرقمي
- مينولف فينكي، كاتب وشاعر ألماني
- نورة-يوجين غومرينغر، شاعرة وكاتبة ألمانية وسويسرية
- بريجيته موهن، سيدة أعمال ومؤسسة ألمانية
- وولف-ديتر مونتاج، طبيب ألماني، متخصص في الطب الرياضي، طبيب إنقاذ جبلي، ومدير رياضي دولي
- فرانز نيغيل، طبيب نسائي ألماني
- أورسولا رويتنر، لغوية ألمانية
- أندرياس روشلاب، طبيب ألماني
- كورين شليف، أستاذة ومؤرخة فنية
- يو شيا، سياسية وصحفية وكاتبة صينية-ألمانية

## إحصائيات
يبلغ عدد طلاب الجامعة 13,470 طالب.

## وصلات خارجية
- الموقع الإلكتروني